# William Aalto
Pour les articles homonymes, voir Aalto.
William Eric Aalto, dit Bill Aalto, né à New York en 1915 et mort dans cette même ville en 1958, est un poète et militaire américain de la Seconde Guerre mondiale, combattant des Brigades internationales pendant la guerre d'Espagne. 

## Biographie
Bill Aalto est né à New York en 1915, fils d'une mère célibataire, Elsa Akkola, émigrante finlandaise arrivée aux États-Unis en 1907 et liée au cercle des communistes finlandais de New York.
Bon étudiant, il fréquente le club de jeunesse finlandais, « The Harlem Proletarians », de tendance communiste, et adhère plus tard à la Bronx Young Communist League.
En février 1937, il rejoint les volontaires des Brigades Internationales et combat du côté républicain pendant la guerre d'Espagne contre les nationalistes.
En mars 1937, il adhère au Parti communiste d'Espagne.
Il démontre un grand courage et sang-froid, et participe notamment à la prise du pont de Albarraicín, à Grenade, épisode popularisé par Ernest Hemingway dans Pour qui sonne le glas.

## Après-guerre
De retour aux États-Unis après la guerre d'Espagne, il étudie la poésie à l'université Columbia et publie dans des revues comme New Masses.[réf. nécessaire]
En 1948, il retourne en Europe, où il rencontre le poète James Schuyler, qui devient son partenaire.
Bill Aalto meurt de leucémie en 1958, à l'âge de 42 ans.[réf. nécessaire]

## Postérité
Bill Aalto est enterré dans le Cimetière National de Long Island, dans l'État de New York.